# Hedwiges Maduro
Pour les articles homonymes, voir Maduro.
Hedwiges Maduro, né le 13 février 1985 à Almere (Pays-Bas), est un footballeur néerlandais. Il joue au poste de défenseur central ou milieu de terrain avec l'équipe des Pays-Bas reconverti entraîneur.

## Carrière

### En club
Retraité depuis 2018, il devient entraineur adjoint de Maurice Steijn (en) à l'Ajax Amsterdam à l'été 2023. Ce dernier est démis de ses fonctions le 23 octobre, après l'un des pires débuts de saison de l'histoire du club, laissant l'Ajax à l'avant-dernière place du championnat, sans victoire depuis deux mois. L'intérim est assuré par Hedwiges Maduro dès le déplacement suivant à Brighton, en C3, qui occupe pour la première fois de sa carrière le poste d'entraineur principal.

### En équipe nationale
Il a fait ses débuts internationaux en mars 2005.
Maduro participe à la coupe du monde 2006 avec l'équipe des Pays-Bas. 
Il est dans la liste des joueurs non retenus par l’entraîneur pour l'Euro 2008.

## Palmarès

### En club
- Vainqueur de la Coupe des Pays-Bas en 2006.
- Vainqueur de la Supercoupe des Pays-Bas en 2005.
- Vainqueur de la Coupe d'Espagne en 2008.

### En sélection
Pays-Bas espoirs
- Championnat d'Europe espoirs
  - Vainqueur (1) : 2007